# بريت ديتز
بريت ديتز (بالإنجليزية: Brett Dietz)‏ هو لاعب كرة قدم أمريكية أمريكي، ولد في 8 أكتوبر 1981 في فيلا هيلز في الولايات المتحدة.